# Peetersmolen
De Peetersmolen is een verdwenen windmolen in de Nederlandse plaats Venlo. Het was een zogenaamde bovenkruier met buitenkruiwerk.

## Korte geschiedenis
De molen is gebouwd in 1802 en werd gebruikt als korenmolen. In eerste instantie had de molen geen naam, maar dat veranderde toen de gebroeders Peeters in 1877 de in 1872 door Carel Verzijl aan hen verkochte molen afbraken en een nieuwe molen met gemetselde stenen onderbouw ervoor in de plaats bouwden. Hierdoor werd het een bergmolen. In 1901 werd de molen weer verkocht aan een andere Peeters. Deze bleef eigenaar totdat de molen in 1937 werd verplaatst naar Budel-Schoot. De verplaatste molen bestaat nog onder de naam Janzona.

## Locatie
De molen bevond zich in de noordelijke bantuin, tussen de huidige Krefeldseweg en de Straelseweg. Hij stond noordelijk van de Molenstraat, die zijn naam ontleent aan de molen, tussen de huidige Krefeldseweg en de Albert Cuypstraat. Nadat de molen was afgebroken verrezen na de Tweede Wereldoorlog op deze plek een aantal lage flatgebouwen.

## Functie
De zogenaamde beltmolen werd vooral gebruikt als korenmolen. Vooral de boeren ten noorden van de molen maakten van deze molen gebruik om hun granen te malen. In de tweede helft van de jaren twintig van de twintigste eeuw werd het molenbedrijf uitgebreid met een nieuwe maalderij, pakhuis en woning.